# آيت إعزا (تيوغزة)
آيت إعزا هي إحدى مشيخات المملكة المغربية، تتبع جغرافيا لإقليم سيدي إفني وإداريًا لتيوغزة. يقدر عدد سكانها بـ 1769 نسمة حسب الإحصاء الرسمي للسكان والسكنى لسنة 2004.